# إيميت (مقاطعة دودج)
إيميت، مقاطعة دودج (بالإنجليزية: Emmet, Dodge County, Wisconsin)‏ هي بلدة تقع بولاية ويسكونسن في الولايات المتحدة. تبلغ مساحتها 82.2 (كم²)، وترتفع عن سطح البحر 258 م، بلغ عدد سكانها 1221 نسمة في عام 2000 حسب إحصاء مكتب تعداد الولايات المتحدة وتصل الكثافة السكانية فيها 14.9 نسمة/كم2.

## وصلات خارجية
- The US50 - Cities and Towns in Wisconsin State
- Wisconsin Cities and Towns, Facts, Map, Flag, Colleges, Government, and More